# Álomország
Az Álomország (eredeti cím: Slumberland) 2022-ben bemutatott amerikai fantasy kalandfilm, amelyet Francis Lawrence rendezett, Winsor McCay A kis Nemo című képregénye alapján. A főbb szerepekben Jason Momoa, Marlow Barkley, Chris O’Dowd, Kyle Chandler és Weruche Opia látható.
Amerikában és Magyarországon 2022. november 18-án a Netflixen mutatták be.

## Cselekmény
Nemo egy fiatal lány, aki egy világítótoronyban él özvegy édesapjával, Peterrel, a világítótorony őrével. Peter minden este meséket mesél neki a kalandjairól, amelyeket társával, Flippel együtt élt át.
Egy éjszaka, egy vihar idején Peter elindul, hogy segítsen egy bajba jutott hajón. Nemot később meglátogatja a család barátja, Carla, aki közli vele, hogy Peter eltűnt a tengeren. Mivel Nemot lesújtja a hír, Carla meggyőzi Nemo elhidegült nagybátyját, Philipet, hogy vegye magához, mielőtt állami gondozottá válik. Bátyjával, Peterrel ellentétben Philip egy kilincskereskedő, aki magányos, unalmas és egyhangú életet él. Nemo Philiphez költözik a városba, és mindketten nehezen tudnak alkalmazkodni egymáshoz. Amikor beiratkozik egy helyi iskolába, nehezen illeszkedik be. Megismerkedik az iskolai tanácsadóval, Ms. Aryával és egy Jamal nevű diákkal.
Egy éjszaka arra ébred, hogy a plüss malaca életre kel. A valóságban még mindig alszik, és Álomországban, az álmok közötti világban van. Itt találkozik Flippel, és megtudja, hogy ő valódi, és nem csak egy apja által kitalált figura. A makacs és gátlástalan törvényen kívüli Flip egy térképet keres, amely elvezeti őt a varázslatos, kívánságokat teljesítő gyöngyökhöz. Nemo az ébrenléti világban megtalálja a térképet, és az órákat átaludva visszaviszi Álomországba. Flip vonakodva megengedi neki, hogy csatlakozzon hozzá, hogy álmában az apját kívánhassa. Nemo megtudja, hogy Flip olyan sokáig nem volt hajlandó felébredni, hogy már arra sem emlékszik, ki ő a való világban. A térképet használva különböző emberek álmain keresztül eljut a rémálmok tengeréhez, ahol a gyöngyök vannak. Megtámadja őket Nemo rémálma, egy krakenre emlékeztető füstfelhő. Flipet később a Tudatalatti Tevékenységek Hivatalának Green ügynöke bebörtönzi, mert behatol az emberek álmaiba.
A való világban Philip megmutat Nemonak egy régi videokazettát, amelyen ő és Peter gyerekként együtt játszanak. Nemo rájön, hogy Flip Philip álmai alteregója. Mivel Flip nem ébredt fel, Philip elvesztette személyiségének ezt a részét, és Flip ellentétévé vált: szelíd és kalandvágytalan. Nemo visszatér Álomországban, hogy megmentse Flipet. A rémálmok tengerénél felfedi neki, hogy ki is ő valójában. Unalmas valódi életének igazsága felzaklatja, és Flip elhatározza, hogy soha nem ébred fel. Nemot Ms. Arya kisasszony ébreszti fel, aki felhívja Philipet, hogy beszámoljon az iskolai tevékenységéről. Ez az esemény vitához vezet a lamy és Philip között.
Nemo elszökik otthonról, és a viharban visszahajózik a világítótoronyhoz. Beüti a fejét és elájul a csónakban, így visszakerül Álomországba. A rémálmok tengerében megszerzi a kívánsággyöngyöt. Flip megmenti őt a kraken rémálmától, mivel a való világban eszméletlenül a vízbe esik. Flip talál egy mentőcsónakot, amelynek kapitánya Carla, és a viharban rettegve elindul a világítótorony felé. Amikor a rémálom elragadja Flipet, Nemo a kívánságával kényszeríti Flipet, hogy felébredjen. A való világban Philip felbátorodik, és a vízbe ugrik, hogy megmentse Nemot.
Álomországban Green megdicséri Nemót, amiért kívánságát felhasználva megmentette Flipet, mondván, hogy Nemo végre talált valami fontosabbat, mint amit elvesztett. Green elárulja, hogy malac valójában két gyöngyöt nyelt le, így Némó újra kívánhatja az apját. Peter megjelenik, és ők ketten együtt töltenek egy kis időt, mielőtt a férfi közli vele, hogy az élet a való világban vár rá, és nem maradhat. Nemo elbúcsúzik az apjától és felébred, ahol Phillip átöleli őt, akibe most már Flip személyisége van beágyazva.
Nemo elkezdi javítani az életét az ébrenléti világban, barátokat szerez az iskolában, és helyrehozza a kapcsolatát a nagybátyjával, miközben Peter egyik hajóját használják vitorlázásra.

## Szereplők
| Szerep        | Színész           | Magyar hang         | Leírás |
| ------------- | ----------------- | ------------------- | --- |
| Nemo          | Marlow Barkley    | Hegedűs Johanna     | Fiatal lány, aki Álomországról álmodik.                                                                                                |
| Flip          | Jason Momoa       | Varga Rókus         | Éles fogakkal, kecskefülekkel és szarvakkal rendelkező szélhámos, aki Nemo társa lesz, és Nemo apjának, Peternek egykori barátja volt. |
| Philip        | Chris O’Dowd      | Dévai Balázs        | Nemo nagybátyja, aki kilincskereskedőként dolgozik. Ő Flip ébrenléti megfelelője.                                                      |
| Peter         | Kyle Chandler     | Széles Tamás        | Nemo apja és egykori világítótoronyőr, aki eltűnt a tengeren.                                                                          |
| Green ügynök  | Weruche Opia      | Gubik Petra         | A Tudatalatti Tevékenységek Hivatalának ügynöke, aki elől Flip elmenekült.                                                             |
| Ms. Arya      | India de Beaufort | Ligeti Kovács Judit | Iskolai tanácsadó Nemo iskolájában. |
| Jamal         | Chris D'Silva     | Bősz Mirkó          | Nemo iskolai barátja. |
| Carla         | Yanna McIntosh    | Kocsis Mariann      | Peter és Nemo családi barátja. |
| Kanadai fickó | Izaak Smith       | Király Dániel       | Arról álmodik, hogy meglovagol egy óriási kanadai ludat.                                                                               |
| Orange ügynök | Dan Butler        | Fekete Linda        | A Tudatalatti Tevékenységek Hivatalának munkatársai.                                                                                   |
| Red ügynök    | Tygh Runyan       | Nádasi Veronika     | A Tudatalatti Tevékenységek Hivatalának munkatársai.                                                                                   |

### Magyar változat
- Magyar szöveg: Zalatnay Márta
- Hangmérnök: Farkas László
- Vágó; Kajdácsi Brigitta
- Gyártásvezető: Hódos Edina
- Szinkronrendező: Blahó Gergely
- Produkciós vezető: Várkonyi Krisztina

A szinkront a Mafilm Audio Kft. készítette el.

## A film készítése
2020. március 3-án jelentették be, hogy Jason Momoa lesz a főszereplője a Winsor McCay által készített A kis Nemo című képregénysorozat élőszereplős adaptációjának, amelyet Francis Lawrence rendez, a Netflix forgalmazásában. 2020. október 12-én Kyle Chandler csatlakozott a film szereplőgárdájához, korábban már megerősítették Chris O’Dowd és Marlow Barkley szerepét. A 2021. február 18-án pedig Weruche Opia és India de Beaufort csatlakozott.

### Forgatás
A forgatás 2020 nyarán kezdődött volna, azonban a koronavírus-járvány miatt forgatást elhalasztották. A forgatás 2021. február 18-án kezdődött Torontoban, és 2021. május 19-én fejeződött be.